# Tectaria incisa
Tectaria incisa là một loài thực vật có mạch trong họ Dryopteridaceae. Loài này được Cav. miêu tả khoa học đầu tiên năm 1802.